# Elaphopsis
Elaphopsis is een kevergeslacht uit de familie van de boktorren (Cerambycidae). De wetenschappelijke naam van het geslacht werd voor het eerst geldig gepubliceerd in 1834 door Audinet-Serville.

## Soorten
Elaphopsis omvat de volgende soorten:
- Elaphopsis earinus Martins & Napp, 1989
- Elaphopsis rubida Audinet-Serville, 1834